# A Krixmas Carol
A Krixmas Carol är en julsingel av punkbandet The Krixhjälters Stockholm, utgiven 1989 på CBR. På denna vinylsingel spelar bandet en gemensam låt på A-sidan medan B-sidan består av fyra enminutersstycken framförda av var och en av bandmedlemmarna, med text och musik av den som framför låten.

## Låtlista
1. A Krixmas Carol 4:00
2. No Rest 1:00
3. Putrefiction  1:00
4. Next Focus 1:00
5. Requiem, Æternam Dona Eis Domine 1:00

## Banduppsättning
- Pontus Lindqvist - bas, sång
- Rasmus Ekman - gitarr, sång
- Stefan Kälfors - trummor, sång
- Per Ström - gitarr, sång

### Gästmusiker
Tomas Öberg - keyboard